# Irmtschuk
Irmtschuk ist ein von den Kirgisen hergestellter Käse aus Ziegen-, Schaf- oder Stutenmilch mit hohem Nährwert. Der Käse ist fast geschmacksneutral, dennoch regt er die Speicheldrüsen stark an. Er verdirbt weder durch Hitze noch durch Feuchtigkeit.